# Донкастер
Донкастер (енгл. Doncaster) је град у Уједињеном Краљевству у Енглеској. Према процени из 2007. у граду је живело 67.336 становника.

## Географија
Град има 67.977 становника, а шире градско подручје има 286.866 становника. Налази се у округу Јужни Јокшир. Други је по величини град у Јужном Јокширу. Налази се 32 км од Шефилда

## Историја
Донкастер је древни град која се развио из римског утврђења под називом DANVM (Данум). Подигнут је на римском путу који је повезивао Лондон и Јорк.
У средњем веку град се све више развијао јер се налазио на „Великом северном путу“ који је спајао Лондон и Единбург.
Када је железнице измишљена Донкастер је постао важна станица за возове који путују између Шкотске и Лондона, а тако је и данас. Велике фабрика за израду возова саграђена је у Донкастеру. Град се у деветнаестом и двадесетом веку развио и захваљујући рудницима угља.
Донкастер је познат и по трци коња. Био је један од првих градова који је имао аеродром. У овом граду је 1908. био први аеро-митинг у овој земљи.
Донкастер је уједно и име предграђа у источном Мелбурну, у Аустралији. Предграђе је без сумње добио име по граду у Енглеској.

## Становништво
Према процени, у граду је 2008. живело 67.336 становника.
| 1981.  | 1991.  | 2001.  |
| ------ | ------ | ------ |
| 74.727 | 71.595 | 67.977 |

## Спорт
У Донкастеру постоји фудбалски клуб Донкастер роверс који се такмичи у енглеском Чемпионшипу (друга лига).

## Градови побратими
- Авион
- Хертен

## Познате особе
- Џон Маклохлин - џез гитариста
- Џереми Кларксон, познат по томе што је презентовао Top Gear и лице емисије The Grand Tour.